# Кристоф Грабенвартер
Кристоф Грабенвартер (Брук на Миру, 4. август 1966) је аустријски судија и професор који је тренутно вршилац дужности председника Уставног суда Републике Аустрије.